# Annunciaten

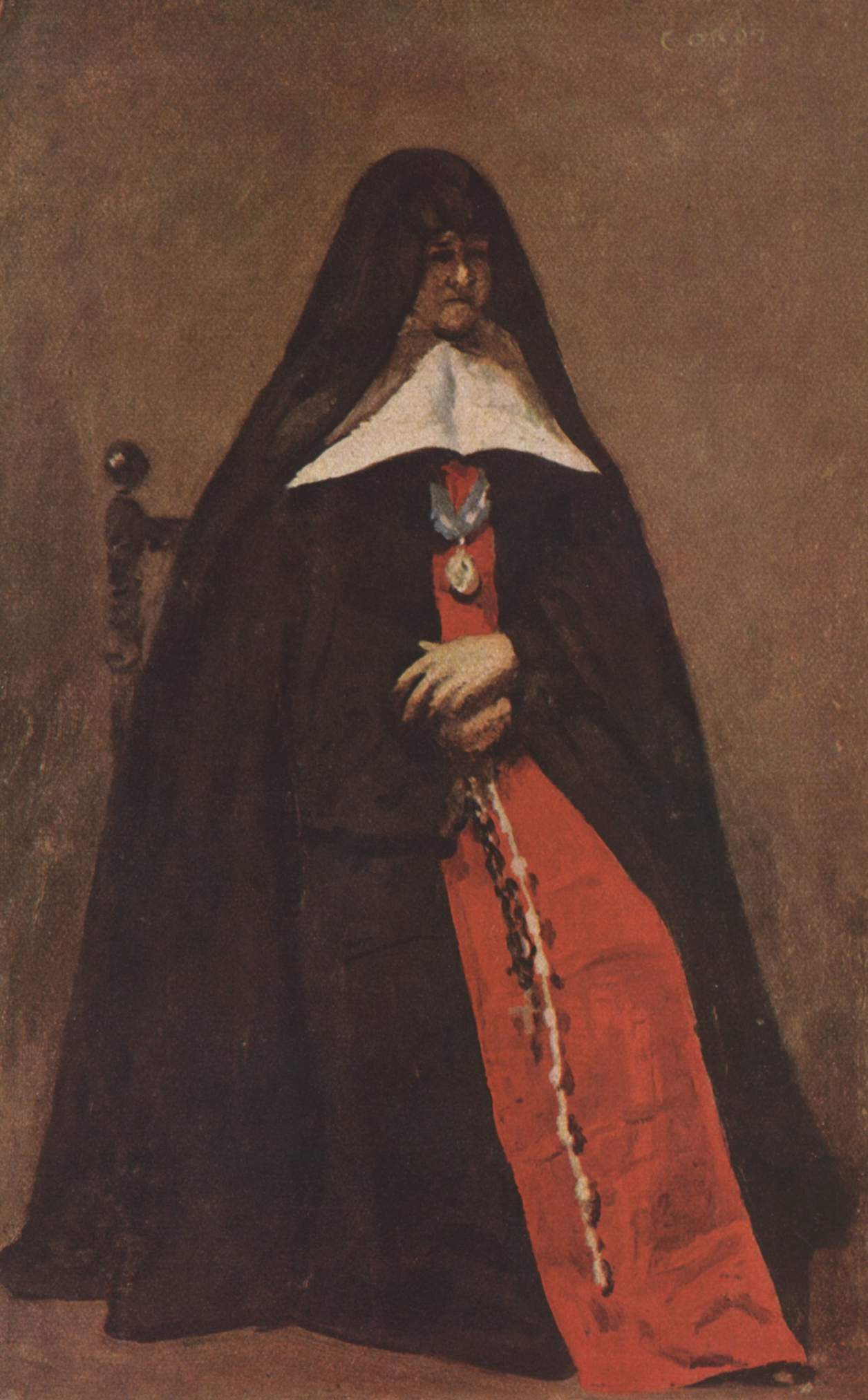
Moeder-overste van het klooster van de annunciaten in Boulogne-sur-Mer met gebedssnoer van de Tien Deugden van Maria (Corot 1852; Louvre, Parijs)

De orde van de annunciaten, ook annuntiaten, annonciaden, voluit Orde van de Annunciatie van de Gezegende Maagd Maria genoemd  (Latijn: Ordo de Annuntiatione Beatæ Mariæ Virginis, afgekort OAnnM), ook wel Zusters van de Tien Deugden van Maria, is een katholieke kloosterorde voor religieuze vrouwen (monialen).
De annunciaten zijn een beschouwende of contemplatieve orde van tertiarissen. Hun spiritualiteit richt zich vanuit de annunciatie aan de maagd Maria ("Maria Boodschap") vooral op Mariaverering. Om deze reden bidden de annunciaten dagelijks het door Johanna van Valois ontworpen gebedssnoer van de Tien Deugden van Maria. De monialen dragen een grijs (soms echter ook bruin) habijt met een scharlakenrood scapulier, witte mantel en zwarte sluier.

## Geschiedenis

### Stichting

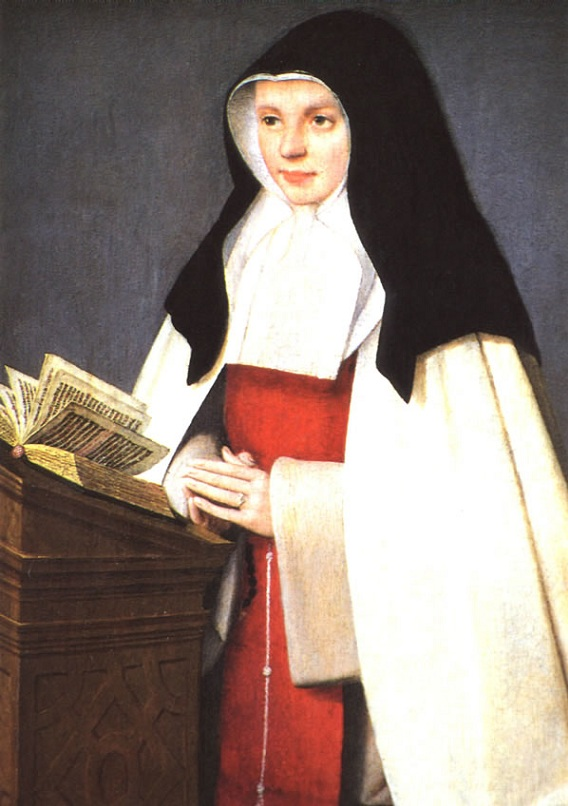
Johanna van Valois in annunciatendracht

De orde werd in 1501 gesticht door de later heilig verklaarde Johanna van Valois, koningin-gemalin van Frankrijk. De orde was gewijd aan de "Tien evangelische deugden van Maria". Eerder bestond er al een orde van annunciaten in Lombardije (1408), waarover weinig bekend is. In 1604 werd de Italiaanse tak heropgericht.
Paus Alexander VI keurde het Franse initiatief goed in 1501. Op 8 oktober 1502 werden de eerste monialen geprofest. In 1503 sloot Johanna  van Valois zich bij deze eerste groep aan. In 1517 gaf paus Leo X zijn goedkeuring aan de kloosterregel en plaatste de orde onder franciscaanse jurisdictie, waarmee de zusters tertiarissen waren geworden, franciscanessen die de Derde Regel van Sint-Franciscus volgden. Gilbert Nicolas, beter bekend als Gabriel-Maria, de biechtvader van de heilige ordestichteres Johanna van Valois, werd vanaf het begin bij de leiding van de orde betrokken. Hij werd later zalig verklaard.
De orde werd als gevolg van de secularisatie in veel landen opgeheven. De eerste maatregelen tegen de annunciaten volgden als rechtstreeks gevolg van de jozefijnse hervormingen rond 1782 waarin contemplatieve kloosters als nutteloos werden aangemerkt. De Franse Revolutie maakte - weliswaar niet blijvend - een abrupt einde aan de aanwezigheid van de annunciaten in heel Frankrijk. Aan het eind van de 19e en begin van de 20e eeuw werden vestigingen van de annunciaten ook tegengewerkt door wetgeving tijdens de Duitse Kulturkampf.
Op het hoogtepunt bezat de orde 45 kloosters. Anno 2022 telt de orde nog vijf kloosters in Frankrijk en één in Vlaanderen (Westmalle).

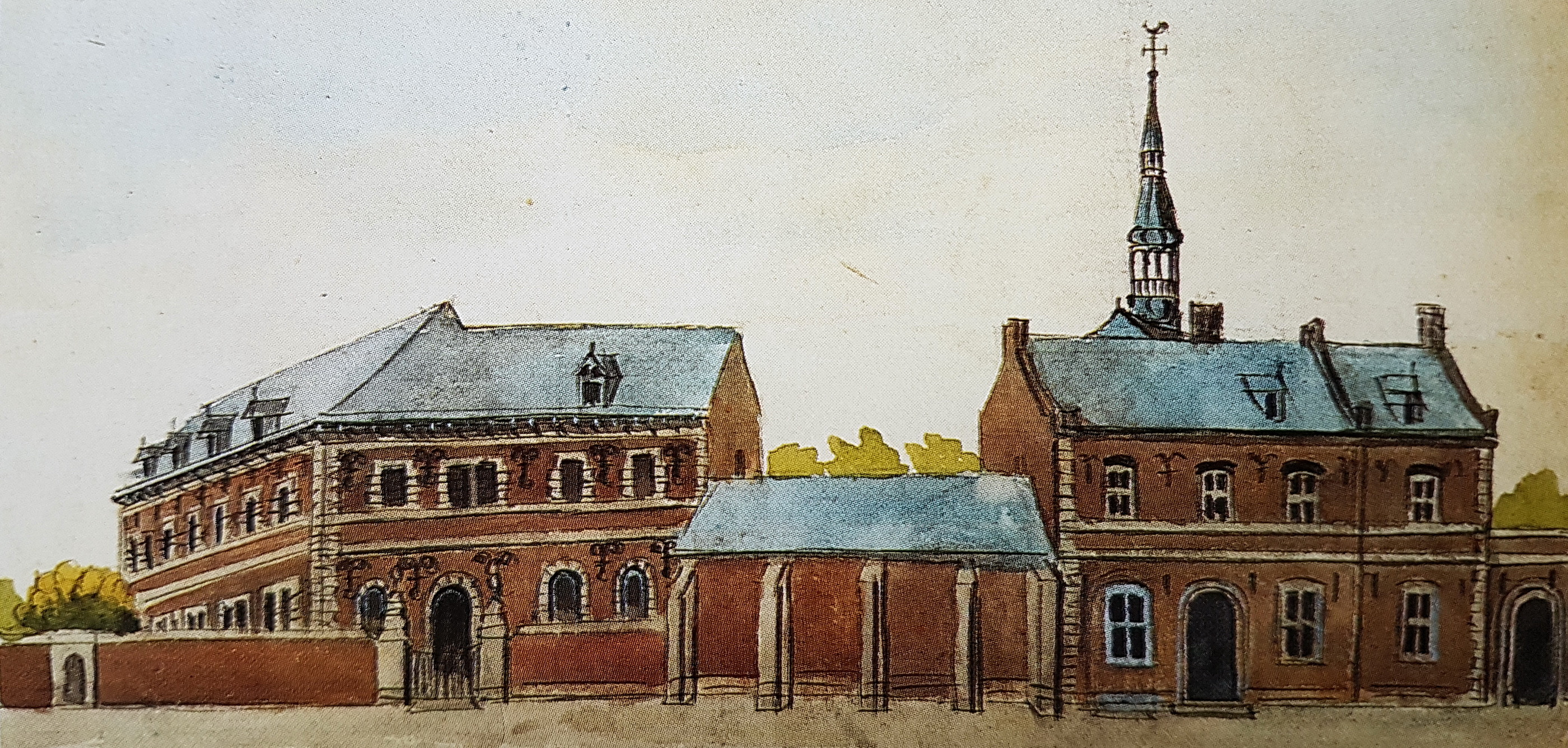
Verdwenen Annunciatenklooster in Wyck-Maastricht, gesticht in 1614

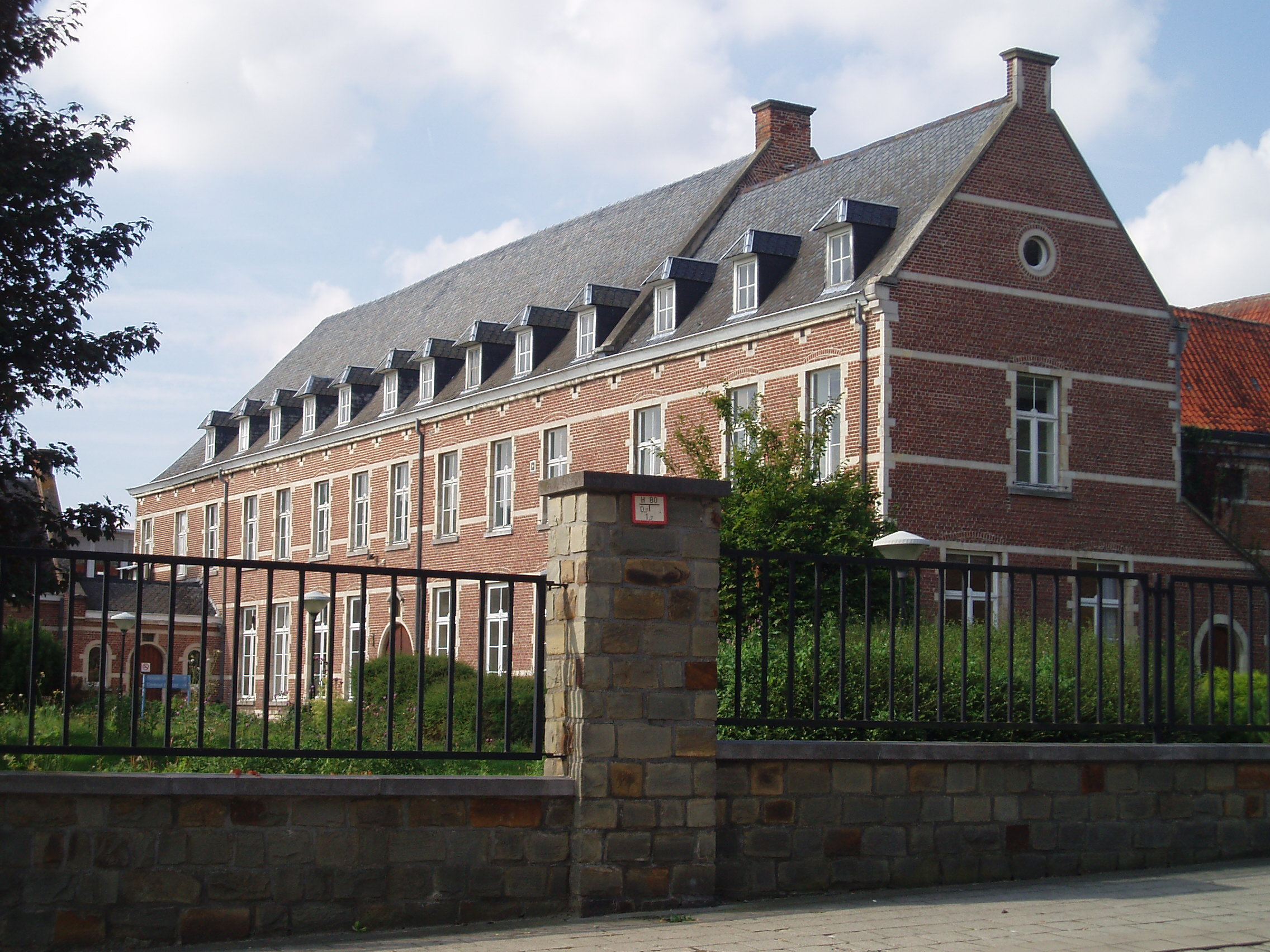
Annunciatenklooster van Tienen, gesticht in 1625; in 1823 verlaten

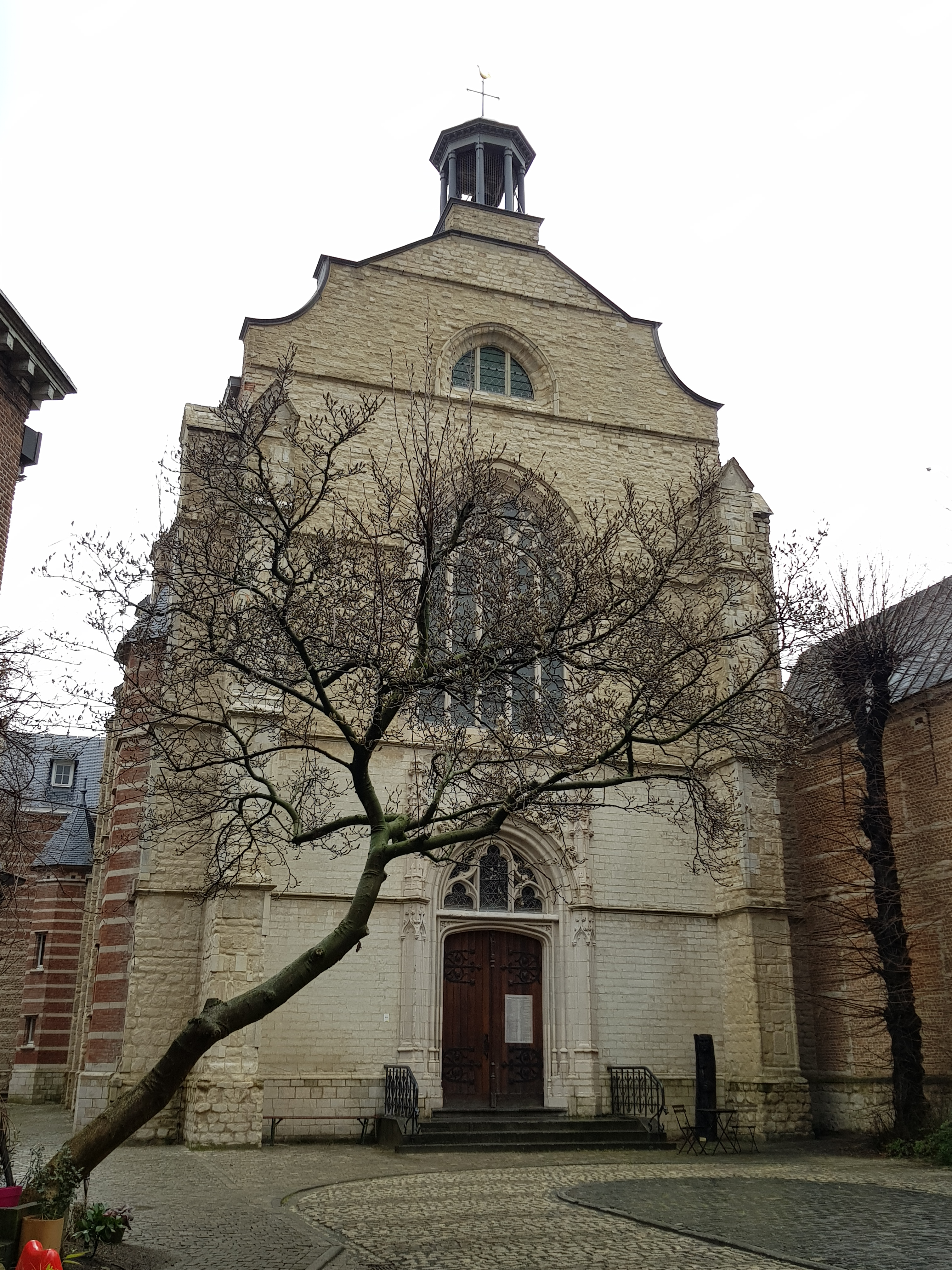
Vroegere kerk van de Annunciaten aan de Lange Winkelstraat te Antwerpen. Nu de protestantse kerk van de Brabantsche Olijfberg.

### Verspreiding in de Zuidelijke Nederlanden
De orde verspreidde zich in de 16e eeuw over Frankrijk en de Zuidelijke Nederlanden. De eerste golf annunciaten kwam naar de Nederlanden onder invloed van Margaretha van Oostenrijk, die de stichtster nog gekend had aan het Franse hof. Begin 16e eeuw werden aldus huizen opgericht in Brugge (1517) en Leuven (1529). Laatstgenoemd klooster fungeerde later als moederklooster voor nieuwe kloosterstichtingen.
Een tweede golf van kloosterstichtingen in deze regio volgde met de Contrareformatie, o.a. in Venlo (1582), Antwerpen (1608), Nijvel (1608), Maastricht (1614), Brussel (1616), Gent 1624 en Tienen (1625).
In 1965 werd de Vlaamse kloosters van Tienen, Geel (1853) en Merksem (1898) samengevoegd en de zusters verhuisden naar het Monasterium Magnificat in Westmalle.

### Apostolische Annunciaten
In 1787 werd in Veltem bij Herent door Petrus Jacobus De Clerck de Congregatie van de Apostolische annunciaten gesticht, die in het onderwijs werkzaam zijn. Zij volgen de regel van Annunciaten, maar zijn geen contemplatieve orde, zoals de oorspronkelijke annunciaten. Deze loot aan de stam van de Annunciaten is anno 2005 vertegenwoordigd in België (Veltem, Itterbeek, Huldenberg, Berchem en Heverlee), Burundi, Frankrijk, Guatemala, Kameroen en Congo-Kinshasa (in Kinshasa, Kikwit, Kingandu, Totshi en Kimbongo). In de nieuwere tijd ontwikkelden zich bovendien Annuntiatenbroederschappen voor leken, momenteel werkzaam in Frankrijk, België (Heverlee en Brussel) en in Congo.